# 아흐라르 알샴
하라카트 아흐라르 알샴 알이슬라미야(아랍어: حركة أحرار الشام الإسلامية Harakat Ahrar al-Sham al-Islamiyyah[*]), 줄여서 아흐라르 알샴은 바샤르 알아사드가 이끄는 시리아 정부와 맞서 싸우기 위해 창설된 이슬람주의 및 살라프파 파벌의 동맹으로 시리아 내전에 참여하고 있다. 조직의 이름은 레반트 자유인 이슬람 운동으로 번역된다.
아흐라르 알샴은 본래 하산 아부드가 이끌었지만 2014년 그는 사망했다. 2013년 7월 아흐라르 알샴은 10,000명에서 20,000명의 전투원을 보유하고 있었고, 이 때 아사드 정권에 대항하는 병력 중 자유 시리아군 다음으로 많은 병력을 보유하고 있었다. 시리아 이슬람 전선의 일부로 작전을 펼치는 조직이었으며 이슬람 전선의 주요 구성원 중 한 명이었다.